# Geert-Jan Derksen
Geert-Jan Derksen, född den 2 maj 1975 i Didam i Nederländerna, är en nederländsk roddare.
Han tog OS-silver i åtta med styrman i samband med de olympiska roddtävlingarna 2004 i Aten.